# 3K95 Kinschal
3K95 Kinschal (russisch Кинжал; dt.: „Dolch“) ist ein seegestütztes Flugabwehrraketen-System aus der Sowjetunion. Der NATO-Codename lautet SA-N-9 Gauntlet und die Exportversion wird Klinok bezeichnet.

## Entwicklung
Am 4. Februar 1975 erteilten das Zentralkomitee der KPdSU und der Ministerrat der UdSSR den Auftrag zur Entwicklung des 3K95-Flugabwehrsystems. Dieses sollte auf den zukünftigen Kriegsschiffen bei sowjetischen Marine installiert werden und dort die Flugabwehr auf kurze Distanzen sicherstellen. Unter Verwendung derselben Technologien sollte für die Landstreitkräfte der UdSSR das Flugabwehrsystem 9K330 Tor als Nachfolger für das Flugabwehrsystem 9K33 Osa entwickelt werden. Die Entwicklung wurde NPO Altair zugesprochen und die Lenkflugkörper sollten von MKB Fakel entwickelt werden. Die Entwicklung des neuartigen Feuerleitradars mit der Phased-Array-Antenne führte zu erheblichen Verzögerungen. Bis Ende 1982 wurde ein Prototyp des 3K95-Flugabwehrsystems auf einer Korvette der 1124K Grischa-IV-Klasse verbaut. Mit diesem Schiff wurden von Dezember 1983 bis Dezember 1984 Schießversuche auf dem Schwarzen Meer durchgeführt. Bei diesen Schießversuchen konnten mit dem 3K95 neben P-5 Pjatjorka-Seezielflugkörpern auch Artillerieraketen sowie 152-mm-Artilleriegeschosse abgeschossen werden. Als erste Schiffsklasse sollten die Zerstörer der 1155 Udaloy-Klasse mit dem 3K95-Flugabwehrsystem ausgerüstet werden. Die Entwicklung des Kinschal-Systems hatte sich aber derart verzögert, dass erst im Jahr 1986 das dritte Schiff dieser Klasse, die Admiral Sacharow, mit dem Kinschal-System ausgerüstet werden konnte. Danach wurde das 3K95-Flugabwehrsystem auch auf anderen Schiffsklassen verbaut bzw. wurden Schiffe bei deren Hauptinstandsetzung nachgerüstet.

## Technik
Das Flugabwehrsystem 3K95 Kinschal wurde zur Bekämpfung von Flugzeugen, Hubschraubern und Seezielflugkörpern konzipiert. Das System kann auf Schiffen ab einer Verdrängung von 800 Tonnen installiert werden. Im Groben besteht es aus einem Radarkomplex, einer Feuerleitzentrale sowie einer Senkrechtstartanlage für Flugkörper mit den Lenkflugkörpern.
Das Kinschal-System hat in der Vertikalen und Horizontalen einen Wirkungsbereich von 60°. In diesem können zeitgleich acht Lenkflugkörper gegen vier Ziele zum Einsatz gebracht werden. Dabei können Flugziele auf eine Distanz von 1,5–12 km sowie in einem Höhenbereich von 10–6.000 m bekämpft werden. Frontal anfliegende Ziele können bis zu einer Fluggeschwindigkeit von 700 m/s (Mach 2) bekämpfen werden. Maximal können pro Minute 24 Lenkflugkörper gestartet werden. Neben Zielen in der Luft kann das Kinschal-System auch gegen kleine Seeziele eingesetzt werden.

### Radarkomplex

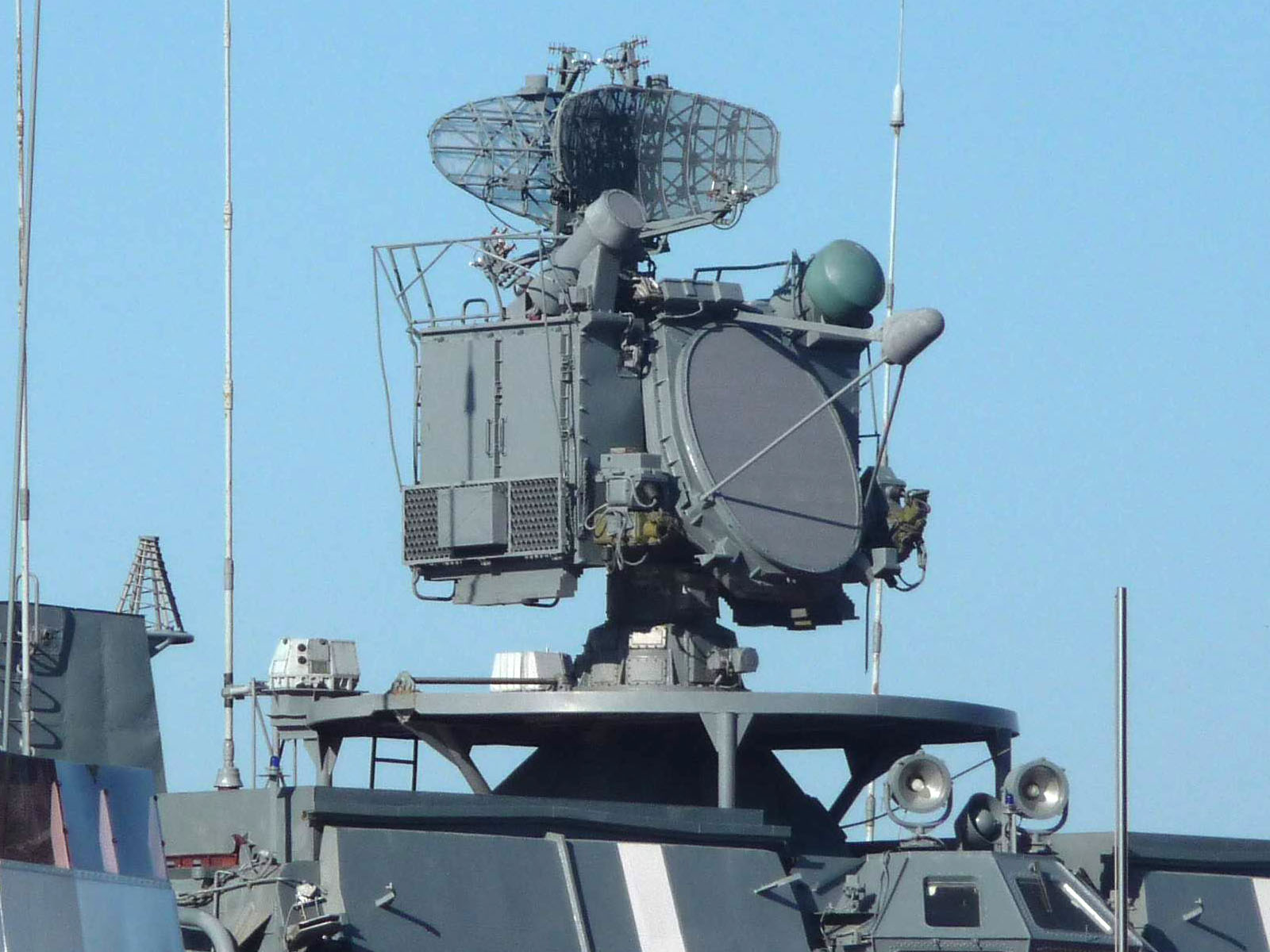
3R95-Radarkomplex

Der 3R95-Radarkomplex (NATO-Codename Cross Sword) ist kastenförmig aufgebaut und ist im Azimut 360° drehbar. Verwendet werden mehrere Radarantennen. Oben ist das Suchradar mit zwei Parabolantennen mit Hornstrahler verbaut, mit der Ziele in einem 360°-Rundkreis erfasst und begleitet werden können. Das Antennenpaar rotiert stufenlos zwischen 30 und 50 Umdrehungen pro Minute. Das Suchradar ist ein 3D-Radar und arbeitet auf einer Frequenz von 0,5–1 GHz. Die installierte Radarreichweite beträgt 45 km. Vorne am Radarkomplex ist das Feuerleitradar verbaut. Die ovale Phased-Array-Antenne ist vertikal in einem Winkel von 67,5° angestellt und verwendet Hornstrahler. Das Radar funktioniert nach dem Prinzip der passiven elektronischen Strahlschwenkung (PESA) und hat einen vertikalen sowie horizontalen Öffnungswinkel von 60°. Es arbeitet auf einer Frequenz von 20–40 GHz und die installierte Radarreichweite liegt bei 15 km. Neben der flachen Radarantenne sind zwei Sendeantennen für das Datenlink zu den Lenkflugkörpern platziert. Weiter ist am Radarkomplex ein System für die Freund-Feind-Erkennung (IFF) sowie ein elektronisch-optisches Zielsystem verbaut. Dieses verwendet eine Videokamera mit Restlichtverstärker und einer Infrarotkamera. Neben der Lenkflugkörpersteuerung kann der 3R95-Radarkomplex auch die Feuerleitung für das Nahbereichsverteidigungssystem AK-630M übernehmen.

### Feuerleitzentrale
Zu jedem 3R95-Radarkomplex existiert eine Feuerleitzentrale. Diese befindet sich unterhalb des 3R95-Radarkomplexs im Decksaufbau. In der Feuerleitzentrale wird das Flugabwehrsystem von sechs Personen gesteuert und überwacht. Dafür stehen ihnen ein Plotextraktor, ein Radarsichtgerät, ein Statusboard sowie Feuerleit-Computer und Konsolen zur Verfügung.

### Senkrechtstartanlage

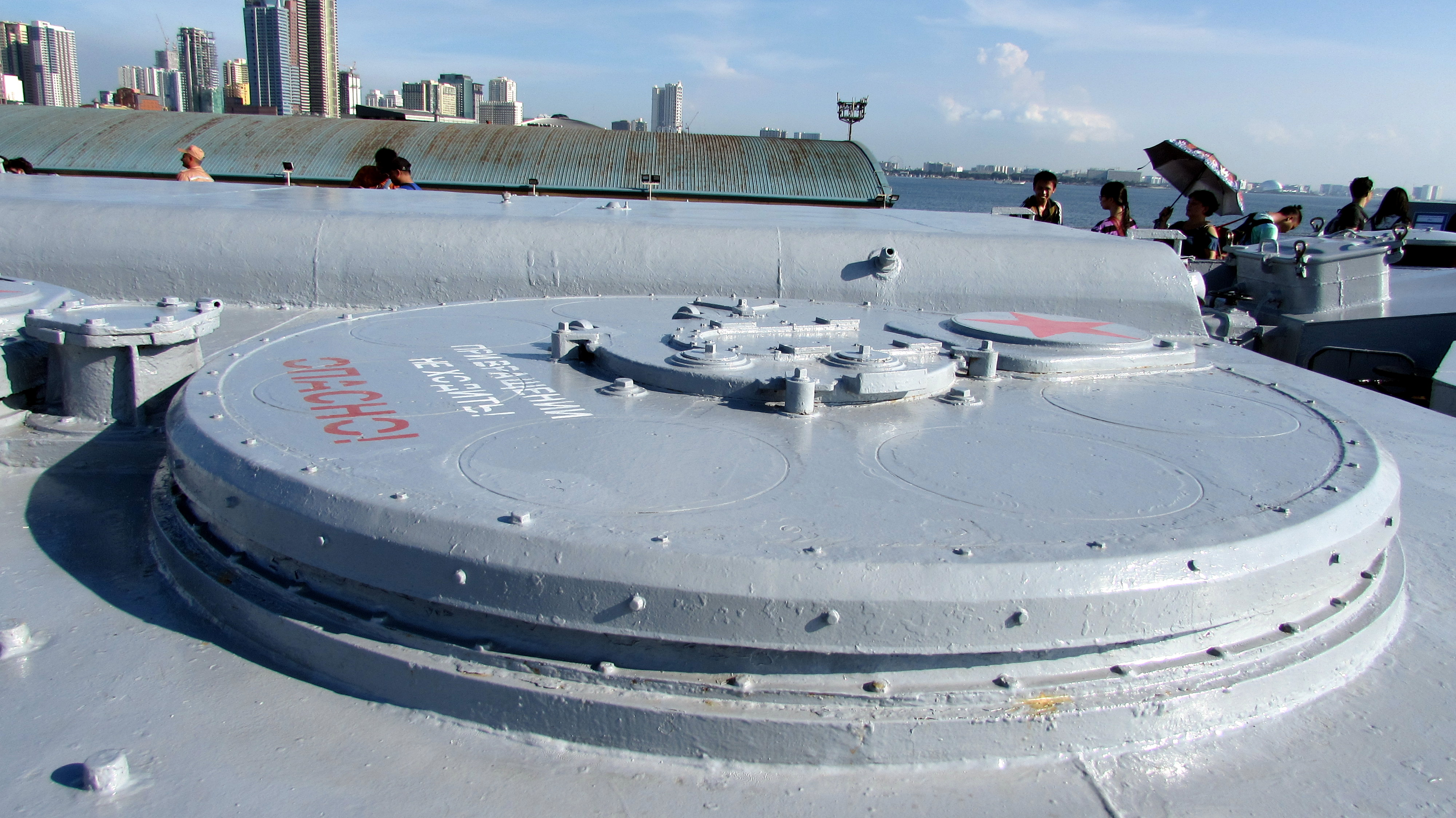
2S95-Senkrechtstartanlage

Die 2S95-Senkrechtstartanlage ist unter dem Deck verbaut. Dort befinden sich in einem rotierenden Trommelmagazin acht Lenkflugkörper. Die Lenkflugkörper sind in versiegelten Startbehältern untergebracht und werden aus diesen gestartet. Über dem Trommelmagazin ist eine verschließbare Öffnung für den Ausstoß von jeweils einem Lenkflugkörper angebracht. Nachdem eine Rakete gestartet wurde, dreht sich das Trommelmagazin, sodass sich ein weiterer Lenkflugkörper unter der Öffnung befindet. Die Lenkflugkörper können in einem Zeitintervall von drei Sekunden gestartet werden. Eine 2S95-Senkrechtstartanlage wiegt unbeladen 41 Tonnen. In der Regel sind vier Senkrechtstartanlagen in einer Gruppe verbaut, die einem 3R95-Radarkomplex zugewiesen sind. Die Lenkflugkörper können ohne Kontrolle für 10 Jahre in den Startbehältern transportiert und gelagert werden. Für die Wartung und Überwachung der Senkrechtstartanlage werden acht Personen benötigt.

### Lenkflugkörper
Die 9M330-1-Lenkflugkörper haben einen schlanken, zylinderförmigen Rumpf und sind in mehrere Sektionen aufgeteilt: Hinter der ogiven Lenkflugkörperspitze befindet sich der Radar-Näherungszünder. Dahinter folgen die Aktuatoren für die Steuerflächen. Anschließend folgen kleine Raketentriebwerk zur Querschubsteuerung. Diese sind senkrecht zur Längsachse und tangential zum Umfang der Rakete angeordnet. Dahinter ist der Bordcomputer mit einem inertialen Navigationssystem, ein Gasgenerator und der Turbogenerator für die Elektrizitätsversorgung untergebracht. Danach folgt der 14,8 kg schwere Continuous-Rod-Gefechtskopf sowie das Feststoffraketentriebwerk mit der Düse im Heck. Am Flugkörperrumpf sind zwei Gruppen von Stabilisierungs- und Steuerflächen angebracht. Im hinteren Bereich sind vier trapezförmige Stabilisierungsflächen mit einer Spannweite von 650 mm und am vorderen Viertel des Flugkörperrumpfs vier trapezförmige Steuerflächen mit 530 mm Spannweite angebracht. Diese Flächen sind, während sich der Lenkflugkörper in dem Startbehälter befindet, an den Lenkflugkörperrumpf angelegt. Sie entfalten sich unmittelbar nach dem Start.

## Einsatzkonzept
Um das Kinschal-System hochzufahren, werden drei Minuten benötigt. Ziele werden mit dem Suchradar des 3R95-Radarkomplexes detektiert und verfolgt. Daneben können dem Radarkomplex auch Ziele von dem Überwachungsradar des Schiffes zugewiesen werden. Nachdem ein Ziel mit dem 3R95-Radarkomplex erfasst wurde, wird es an das Feuerleitradar bzw. den Feuerleit-Computer weitergeleitet. Ab diesem Zeitpunkt kann der Bekämpfungsablauf vollautomatisch oder manuell erfolgen. Der Feuerleit-Computer analysiert die Bedrohung, ermittelt die nötigen Werte für den Lenkflugkörper-Start und führt eine Freund-Feind-Erkennung durch. Kommt das Ziel in den Wirkungsbereich des Kinschal-Systems erfolgt der Lenkflugkörperstart. Ab Zielerfassung kann in Abhängigkeit zur Fluggeschwindigkeit, Flughöhe, Kurs und Radarquerschnitt des Ziels, der Lenkflugkörperstart innerhalb von 8–24 Sekunden erfolgen. Beim Start werden die Lenkflugkörper mit einem gasbetriebenen Katapult senkrecht in die Höhe geschleudert. Dabei richten die Raketentriebwerke der Querschubsteuerung den Lenkflugkörper auf die Flugachse aus. In einer Höhe von 18–20 m zündet das Feststoffraketentriebwerk des Lenkflugkörpers. Das Feuerleitradar verfolgt zeitgleich das Ziel sowie den Lenkflugkörper. Kurskorrekturen werden im Feuerleit-Computer errechnet und mittels UHF-Datenlink an den Lenkflugkörper gesendet. Weiter kann der Lenkflugkörper auch mit dem elektronisch-optischen Zielsystem nach dem SACLOS-Prinzip ins Ziel gesteuert werden. Der Lenkflugkörper kann Ziele verfolgen, die mit 12 g manövrieren und dabei selbst Flugmanöver mit einer maximalen Querbelastung von 30 g ausführen. Tieffliegende, überschallschnelle Seezielflugkörper können auf eine Distanz von 5 km sowie bis in einen Höhe von 3.500 m bekämpft werden. Übrige Flugziele können auf bis 12 km sowie bis in eine Höhe von 6.000 m bekämpft werden. Kommt das Flugziel in den Ansprechradius (7 m) des Näherungszünders, wird der Continuous-Rod-Gefechtskopf gezündet. Bei einem Direkttreffer wird der Gefechtskopf durch den Aufschlagzünder ausgelöst. Verfehlt der Lenkflugkörper das Ziel, so wird er nach einer bestimmten Flugzeit unscharf und stürzt ins Meer.

## Verbreitung
3K95 Kinschal wurde nur innerhalb der Sowjetischen Marine eingesetzt und wird auf Schiffen der Russischen Marine verwendet. Es sind keine Exporte bekannt. Folgende Schiffklassen wurden damit ausgerüstet.
- 1143.4 Kiew-Klasse: 4 × 3R95-Radar, 24 × 2S95-Startanlagen mit 192 Lenkflugkörpern
- 1143.5 Admiral-Kusnezow-Klasse: 3 × 3R95-Radar, 24 × 2S95-Startanlagen mit 192 Lenkflugkörpern
- 1144 Kirow-Klasse: 1 × 3R95-Radar, 8–16 × 2S95-Startanlagen mit 64–128 Lenkflugkörpern
- 1155 Udaloy-Klasse: 2 × 3R95-Radar, 8 × 2S95-Startanlagen mit 64 Lenkflugkörpern
- 11540 Neustraschimy-Klasse: 1 × 3R95-Radar, 4 × 2S95-Startanlagen mit 32 Lenkflugkörpern